# 尼高拉斯·比比
尼高拉斯·比比（法語：Nicolas Pépé，1995年5月29日—），是一名科特迪瓦職業足球員，現時為西甲俱樂部比利亞雷阿爾效力。他是科特迪瓦國家足球隊成員。司職翼鋒。
比比於法國全國丙組聯賽球會普瓦捷開始其職業生涯。2013年，18歲的他轉會至昂熱，於2年後被外借至。2017年，比比轉會至里爾，於2018-19賽季，他被選為法國甲組足球聯賽賽季最佳陣容之一。次季，他轉會至英格蘭超級足球聯賽俱樂部阿森纳，並於同季獲得英格蘭足總盃冠軍 。
比比於法國出生，父母為科特迪瓦人。2016年11月15日，他於對陣法國國家足球隊的友誼賽中，首次代表科特迪瓦國家足球隊首次上陣。

## 球會生涯

### 早期生涯
比比於法國芒特拉若利出生，他曾為地區球會Solitaire Paris Est上陣直至14歲，位置為門將。2012-13賽季，比比於法國全國丙組聯賽為普瓦捷上陣。

### 昂熱
2013年，比比與昂熱簽約，首年先於二隊上陣。
2014年8月26日，比比在法國聯賽盃第二圈主負阿勒斯1比2的比賽中，於第73分鐘後備入替約昂·烏迪連尼，首次於職業比賽中上陣。同年11月21日，他於對陣阿些斯奧的比賽中，首次於法國乙組足球聯賽上陣，最終雙方以1比1打平。
2015-16賽季，比比被外借至法國全國聯賽球隊，助球隊以聯賽亞軍的成績升班至法乙聯賽。外借完成後，他重返昂熱，為球隊於法甲上陣。比比曾隨隊打進2016-17賽季法國盃決賽，但以0比1輸給巴黎圣日耳曼。

### 里爾
2017年6月21日，比比轉會至法國甲組足球聯賽球隊里爾，轉會費為1000萬歐元，簽約5年。時任教練於簽入他前，曾觀看比比為昂熱上陣聯賽時的所有片段，其後再親自觀察球員。比比曾形容比爾沙為「特別」和「一名的偉大教練」。於賽季開始時，比爾沙讓他出任前鋒的位置，其後新任教練克里斯多夫·加爾蒂把他改回出任翼鋒。
2017-18賽季，比比出任球隊的正選，於缺陣2場聯賽賽事和攻入13球下，助球隊以第17名完成賽事，成功護級。他於對陣梅斯和圖盧茲時梅開二度。
2018-19賽季，他於9月15日客勝艾米恩斯3比2的比賽中完成帽子戲法，其中兩球為十二碼。球隊主席傑拉德·洛佩茲於稍後確認，包括巴塞羅那在內的數間歐洲球會有興趣簽入比比。2019年4月14日，比比於主勝巴黎聖日耳門5比1的比賽中，貢獻1入球2助攻。他整季攻入22球，交出11球助攻，於射手榜僅次於，並入選聯賽賽季最佳陣容。
7月26日，有報導指意甲球隊拿玻里與里爾達成協議，以7170萬鎊轉會；次日，英超球會阿仙奴據報亦同意7200萬鎊的轉會費，將交由球員本人決定。

### 阿仙奴
2019年8月1日，比比轉會至英格蘭超級足球聯賽球隊阿仙奴，穿19號球衣，轉會費為約8000萬歐元，超越的6200萬歐元的队内轉會費紀錄。
2019年9月22日，比比對阿士東維拉射入一球十二碼，為阿仙奴追平1比1。這是他為阿仙奴射入的第一球。該場比賽阿仙奴以3比2反勝阿士東維拉。

## 國家隊生涯
比比的父母為科特迪瓦人，他於2016年11月接受科特迪瓦國家足球隊徵召，參加2018年國際足協世界盃外圍賽的比賽，但他在11月12日對陣摩洛哥國家足球隊時沒有被派遣出場。3日後，他在對陣法國國家足球隊的友誼賽中首次上陣，於比賽最後4分鐘後備入替，雙方以0比0打成平手。
2017年非洲國家盃，比比獲列入23人大軍名單，但他沒有被派遣上陣，國家隊亦於小組賽出局。
2018年3月24日，於對陣多哥國家足球隊的友誼賽中，比比攻入首個國家隊入球，雙方最終以2比2打平。3日後，他於對陣摩爾多瓦國家足球隊時攻入1球，助球隊以2比1勝出。

## 生涯統計
截至2019年5月24日
| 球會           | 賽季        | 聯賽               | 聯賽 | 聯賽 | 盃賽 | 盃賽 | 聯賽盃 | 聯賽盃 | 洲際比賽 | 洲際比賽 | 其他 | 其他 | 總計 | 總計 |
| 球會           | 賽季        | 聯賽               | 出場 | 入球 | 出場 | 入球 | 出場   | 入球   | 出場     | 入球     | 出場 | 入球 | 出場 | 入球 |
| -------------- | ----------- | ------------------ | ---- | ---- | ---- | ---- | ------ | ------ | -------- | -------- | ---- | ---- | ---- | ---- |
| 昂熱           | 2014–15賽季 | 法國乙組足球聯賽   | 7    | 0    | —    | —    | 1      | 0      | —        | —        | —    | —    | 8    | 0    |
| 昂熱           | 2016–17賽季 | 法國甲組足球聯賽   | 33   | 3    | 5    | 0    | 1      | 0      | —        | —        | —    | —    | 39   | 3    |
| 昂熱           | 總計        | 總計               | 40   | 3    | 5    | 0    | 2      | 0      | —        | —        | —    | —    | 47   | 3    |
| 奧連斯（外借） | 2015–16賽季 | 法國全國聯賽       | 29   | 7    | 2    | 1    | 1      | 0      | —        | —        | —    | —    | 32   | 8    |
| 里爾           | 2017–18賽季 | 法國甲組足球聯賽   | 36   | 13   | 2    | 1    | —      | —      | —        | —        | —    | —    | 38   | 14   |
| 里爾           | 2018–19賽季 | 法國甲組足球聯賽   | 38   | 22   | 2    | 1    | 1      | 0      | —        | —        | —    | —    | 41   | 23   |
| 里爾           | 總計        | 總計               | 74   | 35   | 5    | 2    | 1      | 0      | —        | —        | —    | —    | 80   | 37   |
| 阿仙奴         | 2019–20賽季 | 英格蘭超級足球聯賽 | 31   | 5    | 5    | 1    | 0      | 0      | 6        | 2        | —    | —    | 42   | 8    |
| 生涯總計       | 生涯總計    | 生涯總計           | 174  | 49   | 15   | 4    | 4      | 0      | 6        | 2        | —    | —    | 199  | 55   |

### 國家隊上陣次數
截至2019年7月15日
| 國家隊   | 年份 | 出場 | 入球 |
| -------- | ---- | ---- | ---- |
| 科特迪瓦 | 2016 | 1    | 0    |
| 科特迪瓦 | 2017 | 5    | 0    |
| 科特迪瓦 | 2018 | 4    | 3    |
| 科特迪瓦 | 2019 | 5    | 1    |
| 科特迪瓦 | 總計 | 15   | 4    |

### 國家隊入球
科特迪瓦隊的比數及入球列前。
| #  | 日期          | 地點                                           | 對手     | 入球 | 比數 | 比賽                   |
| -- | ------------- | ---------------------------------------------- | -------- | ---- | ---- | ---------------------- |
| 1. | 2018年3月24日 | 法國，皮埃爾·布里松球場                        | 多哥     | 1–0  | 2–2  | 友誼賽                 |
| 2. | 2018年3月24日 | 法國，皮埃爾·布里松球場                        | 多哥     | 2–0  | 2–2  | 友誼賽                 |
| 3. | 2018年3月27日 | 法國，皮埃爾·布里松球場                        | 摩尔多瓦 | 2–0  | 2–1  | 友誼賽                 |
| 4. | 2019年3月23日 | 科特迪瓦，阿比讓，費利克斯·烏弗埃-博瓦尼體育場 | 卢旺达   | 1–0  | 3–0  | 2019年非洲國家盃外圍賽 |

## 榮譽

### 球會
阿仙奴
- 英格蘭足總盃冠軍：2019-20賽季[29]

### 國家隊
象牙海岸國家隊
- 非洲國家盃冠軍 : 2023

### 個人
- 法國甲組足球聯賽賽季最佳陣容：2018-19賽季[20]
- 马克-维维安·福獎（英语：Prix Marc-Vivien Foé）：2019年[30]

## 外部連結
- 尼高拉斯·比比 – 法國職業足球聯賽数据 – 支持法语（已存档）
- 尼高拉斯·比比 （页面存档备份，存于）於foot-national網站上的資料
- Soccerway資料庫：尼高拉斯·比比
- 足球数据库：尼高拉斯·比比的球员统计数据